# Datagram Congestion Control Protocol
Le Datagram Congestion Control Protocol (DCCP) est un protocole de communication de couche de transport orienté message. Il a été développé à l'IETF et est normalisé dans le RFC 4340.
DCCP implémente la mise en place d'une connexion fiable, le démontage, la notification explicite de congestion (ECN), le contrôle de la congestion et la négociation des fonctionnalités.

## Histoire
Le DCCP est l'héritier de l'utilisation d'une fenêtre glissante, pour le contrôle des flux, inventée en 1972.